# Domingo de las Bárcenas y Lopez-Mollinedo Mercado
Domingo de las Bárcenas y Lopez-Mollinedo Mercado (* 1880 in Madrid; † 11. März 1969) war ein spanischer Diplomat.

## Leben
Am 19. Januar 1930 ernannte ihn Alfons XIII. mit dem Real decreto 19/1931 als Botschafter dritter Klasse zum Generalsekretär der Dirección general de Marruecos y Colonias der spanischen Kolonialverwaltung in Madrid. 1934 wurde er als Botschafter erster Klasse in das Generalkonsulat zu Fu'ād I. nach Kairo in das Königreich Ägypten entsandt. Am 11. Juni 1939 war er Teilnehmer einer Audienz beim Pius XII. Am 17. Dezember 1942 entsandte ihn Francisco Franco zu Pius XII. wo er bis 1945 blieb. Franco hatte in dieser Zeit den Botschaftsrat Eduardo García Comin (1883–1968) bei Benito Mussolini. Von 1945 bis 1948 war Bárcenas Ambassador to the Court of St James’s.
Domingo Bárcenas heiratete Rosario de la Huerta y Avial, welche als seine Witwe am 9. Januar 1973 starb. Ihr Sohn war Juan de las Bárecenas y de la Huerta, auch ein Botschafter. Sein Enkel war Jaime de las Bárcenas y von Franz (* 24. Juli 1943 in Lausanne).